# 钟望阳
钟望阳（1910年—1984年），原名杜也牧，笔名苏苏、白兮等，男，江苏吴江人，中国作家。曾任上海音乐学院党委书记、副院长，《上海文艺》副主编，上海市文学艺术界联合会党组书记，上海市政协常务委员，中国作家协会理事。